# Nemertesia belini
Nemertesia belini är en nässeldjursart som först beskrevs av Quelch 1885.  Nemertesia belini ingår i släktet Nemertesia och familjen Plumulariidae. Inga underarter finns listade i Catalogue of Life.